# Makouda

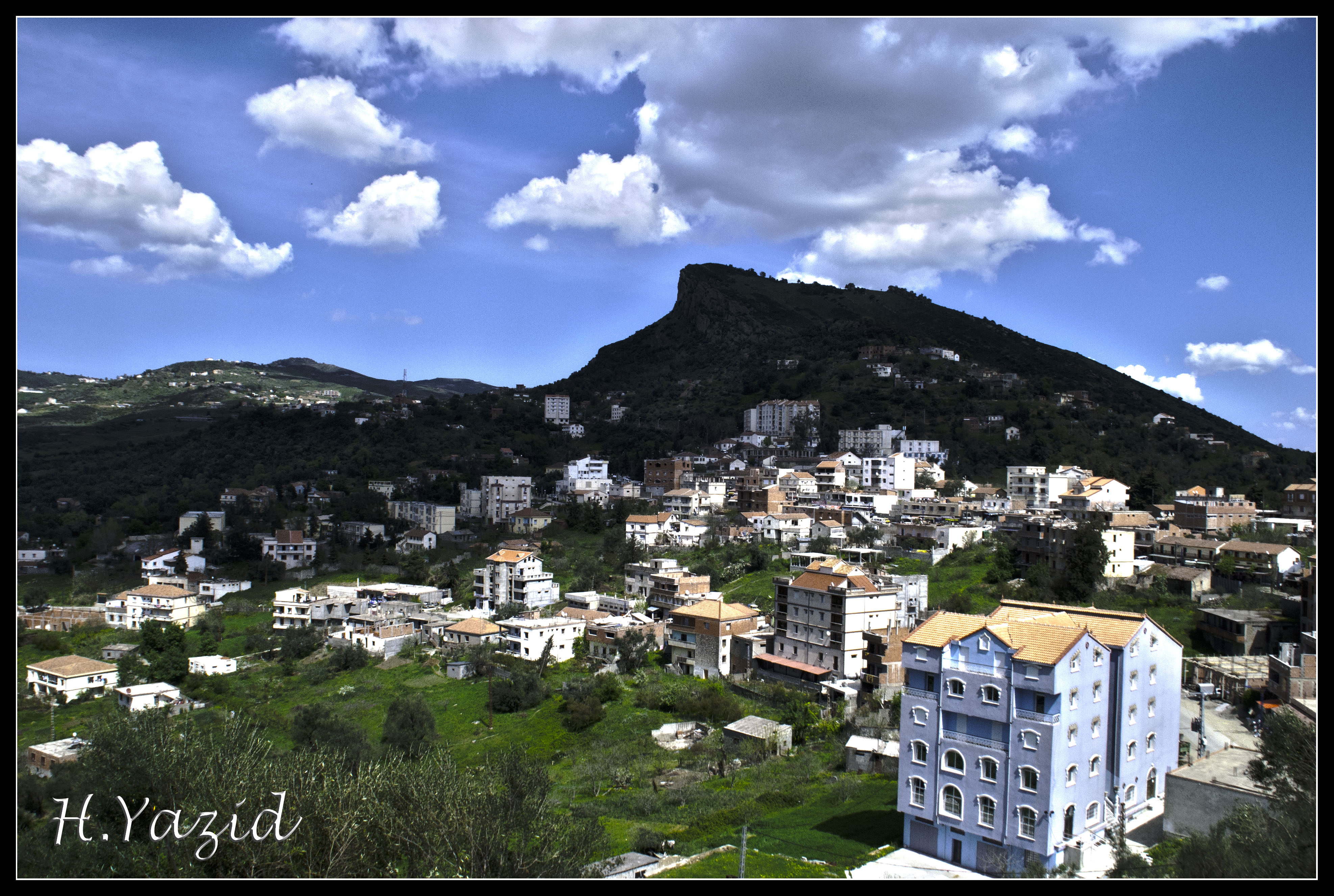
Centro de Makouda

Makouda é um distrito da província de Tizi Ouzou, no norte da Argélia. Em 2008, sua população era de 39 016 habitantes.